# Федосенко Арсен Петрович
Арсе́н Петрович Федо́сенко (21 вересня 1977 — 10 червня 2024, Харківська область) — український фотограф, військовослужбовець, капітан Збройних сил України, учасник російсько-української війни.

## Життєпис
За фахом — художник-графік.
До Збройних сил України приєднався навесні 2022 року. Був протягом кількох місяців військовослужбовцем 518-го батальйону в складі 1-ї окремої бригади спеціального призначення імені Івана Богуна. Згодом капітан Арсен Федосенко служив фотографом у Медіацентрі СтратКому ЗСУ, фотографував воєнні злочини росіян. Загинув 10 червня 2024 року на Харківщині внаслідок удару керованої авіабомби.
13 червня 2024 року відбулося прощання в Михайлівському Золотоверхому соборі. Похований на Байковому кладовищі.
У Арсена залишилися дружина Анна і двоє синів.

## Творчість
Фотографував від 1996 року. Автор виставок.
Від 2010 року працював з художніми й культурними фотопроєктами Національної філармонії України та посольства Італії в Україні. Займався дослідженням українського виноробства.
Роботи зберігаються в приватних колекціях України, Норвегії та Німеччини.